# (19587) Keremane
(19587) Keremane (1999 NG11) – planetoida z pasa głównego asteroid okrążająca Słońce w ciągu 4,99 lat w średniej odległości 2,92 j.a. Odkryta 13 lipca 1999 roku.